# Good Acoustics
Good Acoustics è il quarto album in studio del gruppo musicale statunitense FireHouse, pubblicato l'8 ottobre 1996 dalla Epic Records.

## Il disco
L'album presenta nuove versioni in chiave acustica dei maggiori successi del gruppo, insieme a una cover del brano Seven Bridges Road degli Eagles e quattro tracce inedite: You Are My Religion, Love Don't Care, In Your Perfect World e No One at All.
Il disco ha ottenuto grosso successo nei paesi asiatici. È stato certificato disco d'oro in Malesia, Thailandia e nelle isole Filippine.

## Tracce
Testi e musiche di Bill Leverty e C.J. Snare, eccetto dove indicato.
1. You Are My Religion – 4:03
2. Love Don't Care – 4:42
3. In Your Perfect World – 4:08
4. No One at All – 3:34
5. Love of a Lifetime – 4:10
6. All She Wrote – 3:46
7. When I Look into Your Eyes – 4:04
8. Don't Treat Me Bad – 4:18 (Ellis, Foster, Leverty, Snare)
9. Here for You – 3:53
10. I Live My Life for You – 4:22
11. Seven Bridges Road – 2:39 (Steve Young)

## Formazione
- C.J. Snare – voce, tastiere
- Bill Leverty – chitarre
- Perry Richardson – basso
- Michael Foster – batteria, percussioni

## Classifiche
| Classifica (1996) | Posizione massima |
| ----------------- | ----------------- |
| Giappone          | 37                |